# Escudo de Suazilandia
El escudo de Suazilandia fue adoptado el 30 de abril de 1968, poco después de proclamarse la independencia, y concedido por el rey Sobhuza II. En un campo de azur, figura el escudo tradicional zulú puesto en palo, con las flechas y el bastón de lucha, todo al natural, procedentes de la bandera. Como soportes, un león a la diestra y un elefante a la siniestra, también al natural, a ambos lados del escudo, que descansan sobre una cinta con el lema nacional en suazi: “Siyinqaba” que significa "Somos la fortaleza”, escrito en letras mayúsculas. Como cimera, un burelete de azur y oro sumado de una corona de plumas al natural.
El escudo representa diversos elementos de la cultura suazi. El león representa el rey, y el elefante la reina madre. El ishilunga, o escudo de guerra zulú, es una señal de protección, y la corona de plumas, llamada lidlabe, la suele llevar el rey durante el Incwala, o fiesta de la cosecha.